# Wasilij Sokołow (filozof)
Wasilij Wasiljewicz Sokołow (ros. Васи́лий Васи́льевич Соколо́в; ur. 15 sierpnia 1919 w guberni tulskiej, zm. 25 marca 2017 w Moskwie) – radziecki i rosyjski historyk filozofii, doktor nauk filozoficznych (1962), profesor przedmarksistowskiej filozofii Zachodu (od 1963), uhonorowany tytułem „Zasłużony Działacz Nauki RFSRR” (1980).
Pochowany na Cmentarzu Trojekurowskim w Moskwie.

## Wybrane publikacje
- Европейская философия XV—XVIII вв. М., 1984; изд. 2-е, испр. и допол. М., 1996 — ISBN 5-06-002853-4; изд. 3-е, испр., 2002.
- Бертран Рассел как историк философии (Bertrand Russell jako historyk filozofii) // Woprosy Fiłosofii. 1960, № 9.

Przekłady na język polski
- Wasilij Sokołow: Filozofia w krajach Europy Zachodniej w okresie przechodzenia od feudalizmu do kapitalizmu (XV w. — początek XVII w.). W: Krótki zarys historii filozofii. Pod redakcją M.T. Jowczuka, T.I. Ojzermana, I.J. Szczipanowa. Przeł. Marian Drużkowski i in.. Wyd. II, poprawione i uzupełnione. Warszawa: Książka i Wiedza, listopad 1969, s. 136–155. (pol.).